# Chyliza caudata
Chyliza caudata är en tvåvingeart som beskrevs av Shatalkin 1998. Chyliza caudata ingår i släktet Chyliza och familjen rotflugor. Inga underarter finns listade i Catalogue of Life.